# Ère Hōji
L'ère Hōji (宝治) est une des ères du Japon (年号, nengō, lit. « nom de l'année ») après l'ère Kangen et avant l'ère Kenchō. Cette ère couvre la période allant du mois de février 1247 au mois de mars 1249. L'empereur régnant est Go-Fukakusa-tennō (後深草天皇,).

## Changement d'ère
- 1247 Hōji gannen (宝治元年?) 1247 : Le nom de la nouvelle ère est créé pour marquer un événement ou une succession d'événements. La précédente ère se termine quand commence la nouvelle, en Kangen 5.

## Événements de l'ère Hōji
- 1247 (Hōji 1) : Le conflit Hōji : la famille Hōjo détruit la famille Miura et ce faisant, le clan consolide son autorité en tant que régents.

| Hōji      | 1re  | 2e   | 3e   |
| Grégorien | 1247 | 1248 | 1249 |